# Voorganger (religie)
In engere zin is in het protestantisme een voorganger een informele aanduiding voor degene die leiding geeft aan de gemeente en voorgaat in de eredienst. In de meeste gevallen betreft het een predikant. 
Breder beschouwd kent elke wereldreligie voorgangers: religieuze specialisten, aan wie taken zijn opgedragen. Voor hindoes is de pandit van groot belang, de moslims kennen de imam, het christendom heeft zijn predikanten of priesters, het jodendom een gazzan en de vele onafhankelijke christelijke kerken, veelal afkomstig uit Afrika en veelal behorend tot de traditie van de pinkstergemeente, kennen charismatische voorgangers.
De voorganger representeert soms de godheid of goden, is soms de enige die de rituelen mag voltrekken, en heeft vaak de leiding binnen de geloofsgemeenschap.